# 赵屯乡
赵屯乡，是中华人民共和国辽宁省大連市瓦房店市下辖的一个乡镇级行政单位。

## 行政区划
赵屯乡下辖以下地区：
赵屯村、前进村、胜利村、河洼村、郑屯村、高速村、新立村和光明村。